# Manduca incisa
Manduca incisa là một loài bướm đêm thuộc họ Sphingidae.

## Phân phá
Nó được tìm thấy ở Brasil và Bolivia.

## Sự miêu tả
Nó có bề ngoài tương tự nhiều loài thuộ chi Manduca nhưng khác với Manduca lefeburii.

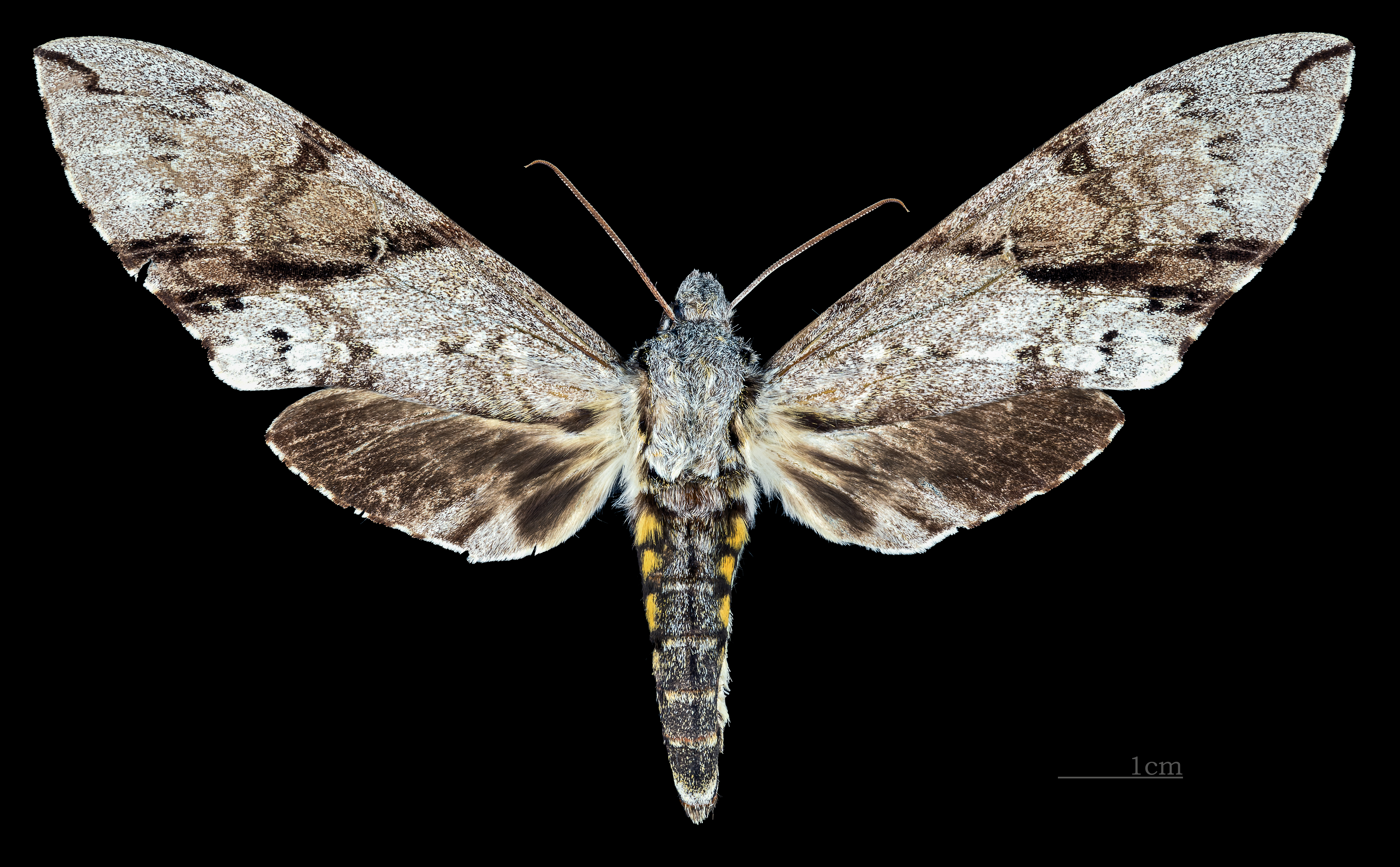
♀
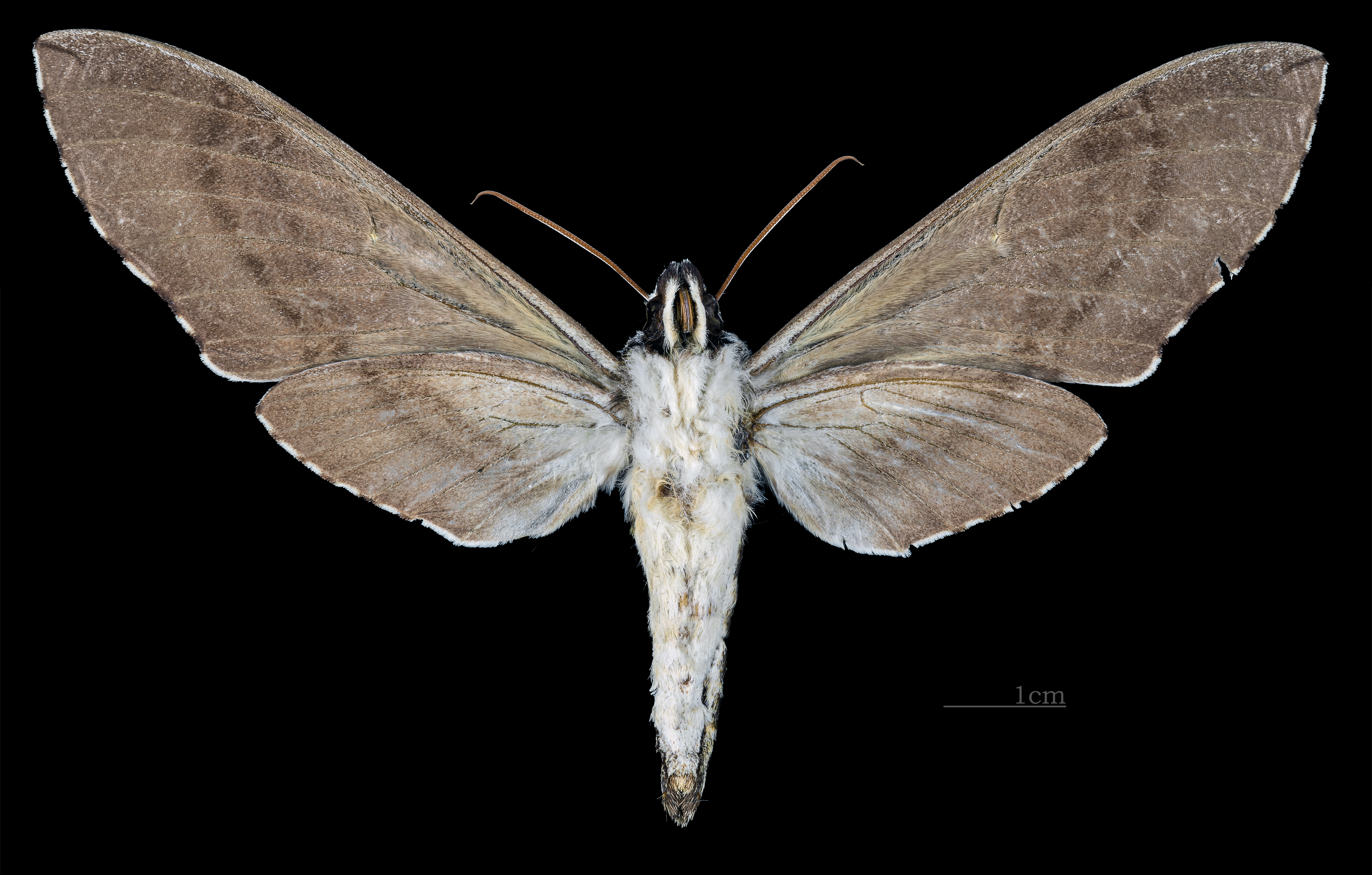
♀ △